# Pré-Alpes ocidentais de Gap
Os Pré-Alpes ocidentais de Gap (em italiano:  Prealpi occidentali di Gap) é um maciço que faz parte dos Alpes Ocidentais na sua secção da Pré-Alpes do Delfinado e se encontra  no departamento francês dos Altos Alpes. O ponto mais alto é a Montanha de Céüse com  2.016 m.
Os Pré-Alpes do Dévoluy, Pré-Alpes ocidentais de Gap, Pré-Alpes do Vercors, Pré-Alpes do Diois, e Pré-Alpes das Baronnies formam os Pré-Alpes do Delfinado.
Fica delimitado pela cidade de Gap, o Rio Durance, a cidade de Sisteron.

## SOIUSA
A Subdivisão Orográfica Internacional Unificada do Sistema Alpino (SOIUSA) criada em 2005, dividiu os Alpes em duas grandes partes:Alpes Ocidentais e Alpes Orientais, separados pela linha formada pelo  Rio Reno - Passo de Spluga - Lago de Como - Lago de Lecco.

### Classificação  SOIUSA
Segundo a SOIUSA este acidente orográfico chama-se  Pré-Alpes ocidentais de Gap e é uma Sub-secção alpina  com a seguinte classificação:
- Parte = Alpes Ocidentais
- Grande sector alpino = Alpes Ocidentais-Sul
- Secção alpina = Pré-Alpes do Delfinado
- Sub-secção alpina = Pré-Alpes ocidentais de Gap
- Código = I/A-6.II